# Insentiraja subtilispinosa
Insentiraja subtilispinosa ist ein recht kleiner Rochen (Batoidea) aus der Familie der Weichnasenrochen, der sich primär in großen Seetiefen aufhält. Diese Rochenart legt Eier. 

## Merkmale
Ein kleiner Rochen mit einem herzförmigen Körper, der circa 1,1-mal breiter als lang ist. Er besitzt einen sehr langen und dünnen Schwanz, der sich nach hinten verjüngt, zwei Rückenflossen und einen langen Schwanzflossenlappen. Sein Rücken ist dicht mit kleinen, feinen Stacheln versehen. Vor den Augenhöhlen sitzen kleine Dornen, sonst besitzt die Art keine Dornen. Der Rochen wird maximal 57 Zentimeter lang und ist am ganzen Körper einheitlich dunkelbraun. Bei einer Größe von ca. 40 Zentimetern sind weibliche Exemplare geschlechtsreif, männliche hingegen ab 45 cm. Die Zähne sind kleine Höcker, die nach hinten abgewinkelt und verschieden groß sind. Über das Verhalten der Art ist sehr wenig bekannt.

## Verbreitung
Das Verbreitungsgebiet erstreckt sich vom östlichen Indischen Ozean bis zum westlichen zentralen Pazifik. Das Gebiet ist nicht klar definiert, aber am häufigsten kommt er vom Nordwesten Australiens über Indonesien bis zu den nördlichen Philippinen vor. Vermutlich ist er über den Malaiischen Archipel weiter verbreitet als bisher angenommen.

## Lebensraum
Am häufigsten ist die Art am Kontinentalschelf in Bodennähe in einer Tiefe von 900 bis 1100 Metern anzutreffen. Maximal wandert dieser Rochen zwischen Meerestiefen von 320 bis 1460 Metern. 

## Gefährdung
Insentiraja subtilispinosa wird als Beifang in Schleppnetzen gefangen, besitzt aber keinen kommerziellen Wert. Er kann in tieferen Gewässern vor den Netzen Zuflucht finden und wird deshalb von der Weltnaturschutzunion (IUCN) als nicht gefährdet eingestuft. Falls die Schleppnetzfischerei jedoch intensiviert werden sollte, muss man diese Bewertung möglicherweise neu überprüfen. 

## Belege
1. 1 2  David A. Ebert: DEEP–SEA CARTILAGINOUS FISHES OF THE INDIAN OCEAN Volume 2 Batoids and Chimaeras; Food and agriculture organization of the united nations, Rome 2014, ISBN 978-92-5-108453-3 (// PDF). S. 43–45.
2. ↑  Insentiraja subtilispinosa in der Roten Liste gefährdeter Arten der IUCN 2017-2. Eingestellt von: Huveneers, C., Stehmann, M.F.W. & Last, P.R., 2015-05-09.